# Anisozyga albinata
Anisozyga albinata là một loài bướm đêm trong họ Geometridae.